# Aeromar

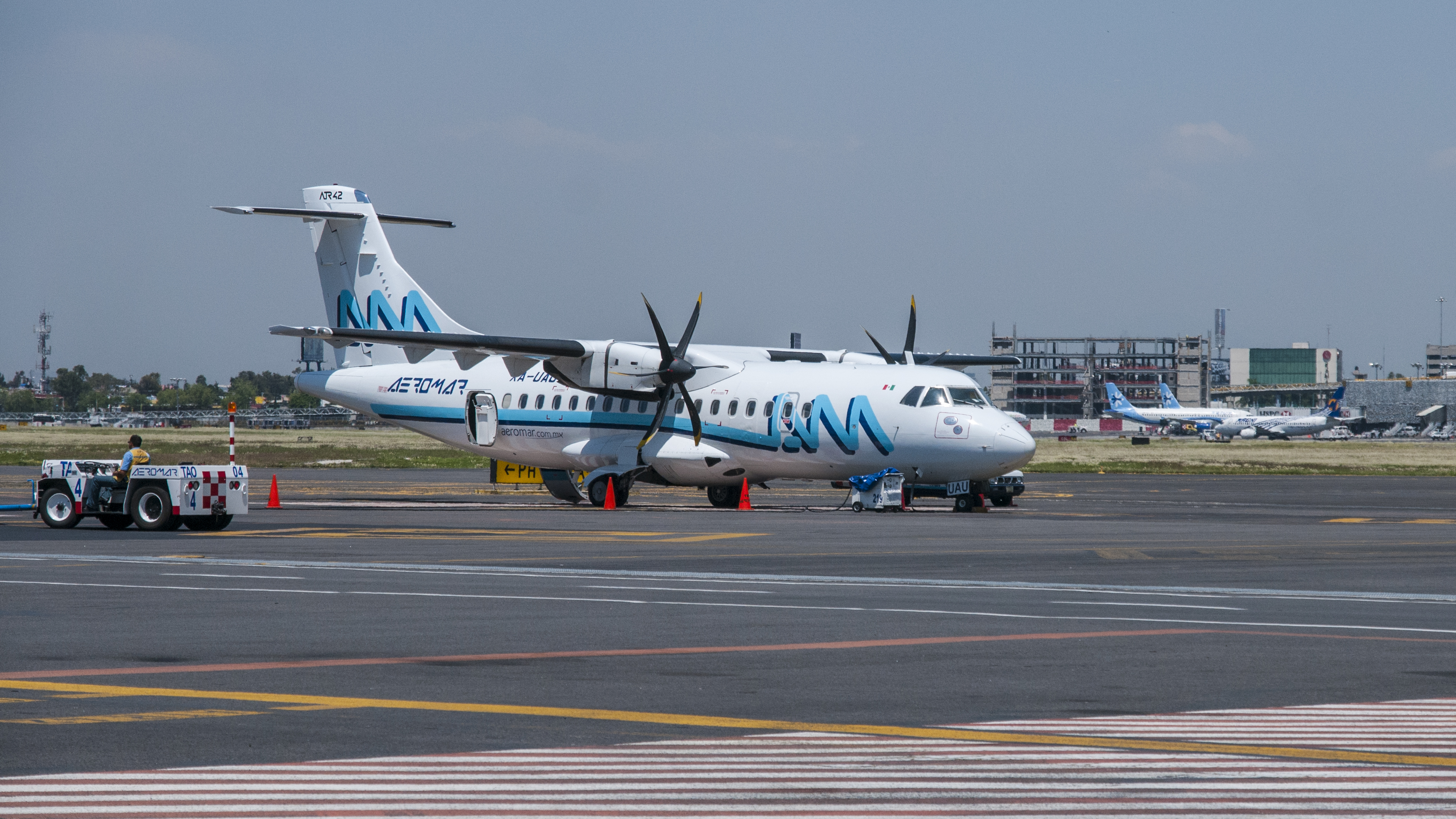
ATR42-500 Aeromar

Aeromar (Transportes Aeromar, SA de CV) (mã IATA = VW, mã ICAO = TAO) là hãng hàng không của México, trụ sở ở Thành phố México. Hãng có các tuyến đường quốc nội và liên danh (codeshare) với Aeroméxico trong tuyến đường tới Hoa Kỳ. Căn cứ chính của hãng ở Sân bay quốc tế Thành phố México.

## Lịch sử
Hãng được thành lập ngày 29.1.1987 và bắt đầu hoạt động từ ngày 5.11.1987 dưới tên Transportes Aeromar. Hãng do Grupo Aeromar sở hữu (99.99%) và có 995 nhân viên (tháng 3/2007).

## Các nơi đến
(Tháng 3/2008):
- México

- Aguascalientes
- Ciudad del Carmen
- San Francisco de Campeche
- Colima
- Manzanillo
- Thành phố México
- Acapulco
- Lázaro Cárdenas
- Morelia
- Tepic
- Monterrey
- Querétaro
- Cancún
- San Luis Potosí
- Tamuín
- Villahermosa
- Ciudad Victoria
- Minatitlán
- Poza Rica
- Xalapa
- Zacatecas

- Hoa Kỳ

- Texas

- San Antonio (Sân bay quốc tế San Antonio)

## Đội máy bay
(Tháng 3/2007) :
- 10 ATR 42-500
- 6 ATR 42-320